# Alouatta coibensis
Alouatta coibensis és una espècie d'aluata, un tipus de mico del Nou Món, que és endèmica de Panamà. Tot i que se sol reconèixer A. coibensis com a espècie distinta, les proves d'ADN mitocondrial no han determinat definitivament si es tracta d'una subespècie de l'aluata de mantell. Se'l tracta com a espècie pròpia perquè les crestes dèrmiques de les mans i els peus són diferents de les de l'aluata de mantell.

## Subespècies
Hi ha dues subespècies d'aquest aluata:
- Alouatta coibensis coibensis Thomas, 1902
- Alouatta coibensis trabeata Lawrence, 1933